# Saint-Brice-sous-Rânes
 Saint-Brice-sous-Rânes  es una población y comuna francesa, situada en la región de Baja Normandía, departamento de Orne, en el distrito de Argentan y cantón de Écouché.
Existe otra comuna en el mismo departamento de Orne llamada Saint-Brice.

## Demografía
| 207 | 211 | 201 | 189 | 178 | 165 | 155 |
| Para los censos de 1962 a 1999 la población legal corresponde a la población sin duplicidades (Fuente: INSEE [Consultar]) |     |     |     |     |     |     |